# Nicolás Paletta
Nicolás Paletta (Bahía Blanca, Buenos Aires, 14 de noviembre de 1987) es un baloncestista argentino que se desempeña como base en Deportivo Viedma de La Liga Argentina.

## Trayectoria

### Clubes
| Club                        | País      | Año             |
| --------------------------- | --------- | --------------- |
| Argentino de Bahía Blanca   | Argentina | 2003 - 2005     |
| Costa Sud                   | Argentina | 2006            |
| Estudiantes de Bahía Blanca | Argentina | 2006 - 2008     |
| Firmat Football Club        | Argentina | 2008 - 2009     |
| El Nacional                 | Argentina | 2009 - 2010     |
| Alianza Viedma              | Argentina | 2010 - 2012     |
| Argentino de Bahía Blanca   | Argentina | 2012            |
| Monte Hermoso Basket        | Argentina | 2012 - 2013     |
| Argentino de Bahía Blanca   | Argentina | 2013            |
| Alianza Viedma              | Argentina | 2013 - 2014     |
| Estudiantes de Olavarría    | Argentina | 2014 - 2015     |
| Hindú Club                  | Argentina | 2015 - 2017     |
| Hispano Americano           | Argentina | 2017 - 2020     |
| Comunicaciones              | Argentina | 2020            |
| Oberá                       | Argentina | 2021            |
| Riachuelo                   | Argentina | 2021 - 2022     |
| Olímpico                    | Argentina | 2022 - 2023     |
| Caribbean Storm Islands     | Colombia  | 2023            |
| Deportivo San José          | Paraguay  | 2023            |
| Venados de Mazatlán         | México    | 2024            |
| Corsarios de Cartagena      | Colombia  | 2024            |
| Caribbean Storm Llaneros    | Colombia  | 2024            |
| Nacional Potosí             | Bolivia   | 2024            |
| Oberá                       | Argentina | 2024            |
| Deportivo Viedma            | Argentina | 2024 - 2025     |
| Deportivo San José          | Paraguay  | 2025            |
| Deportivo Viedma            | Argentina | 2025 - Presente |